# Liste des parcs d'État de la Virginie-Occidentale

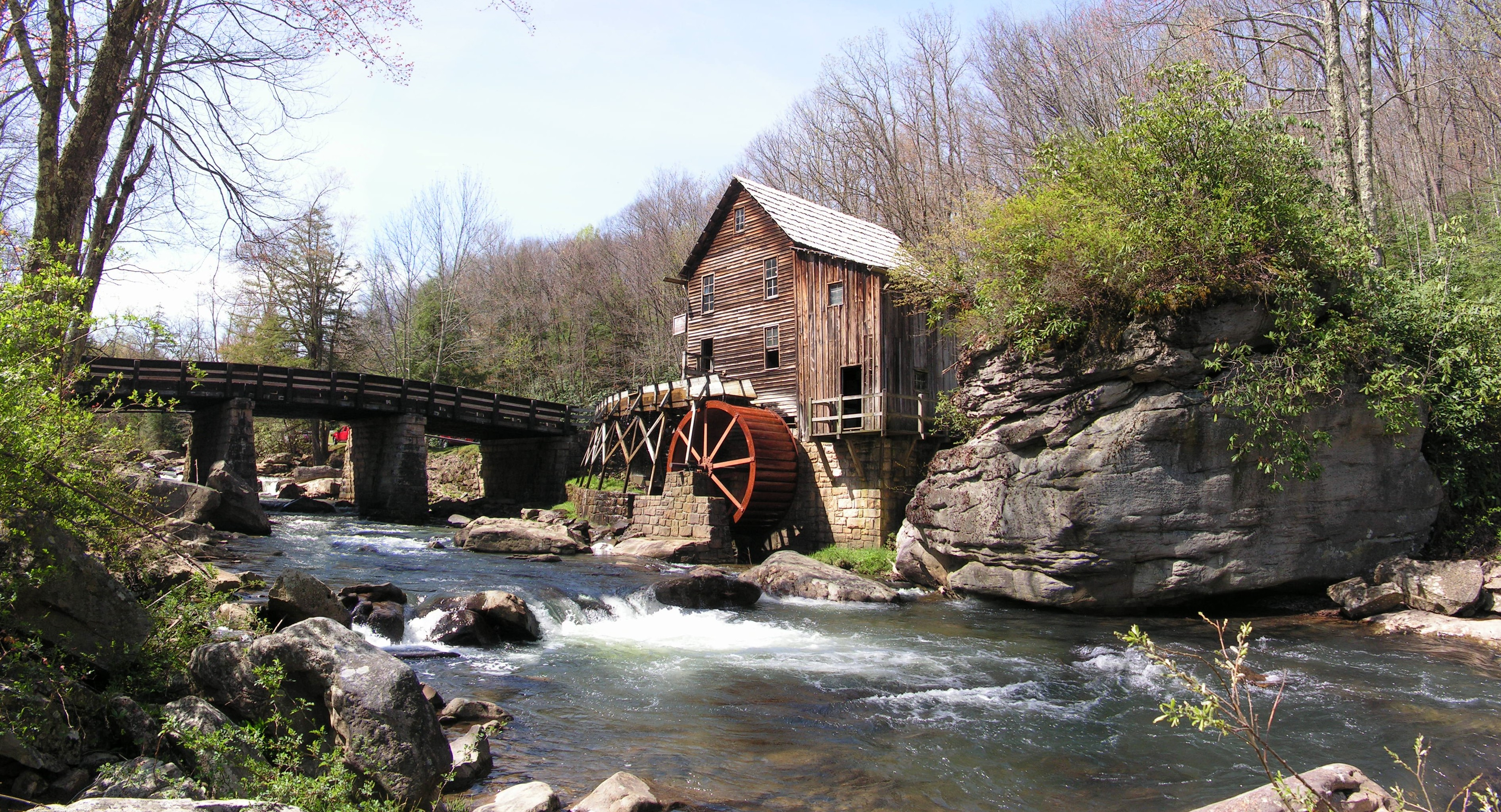
Babcock

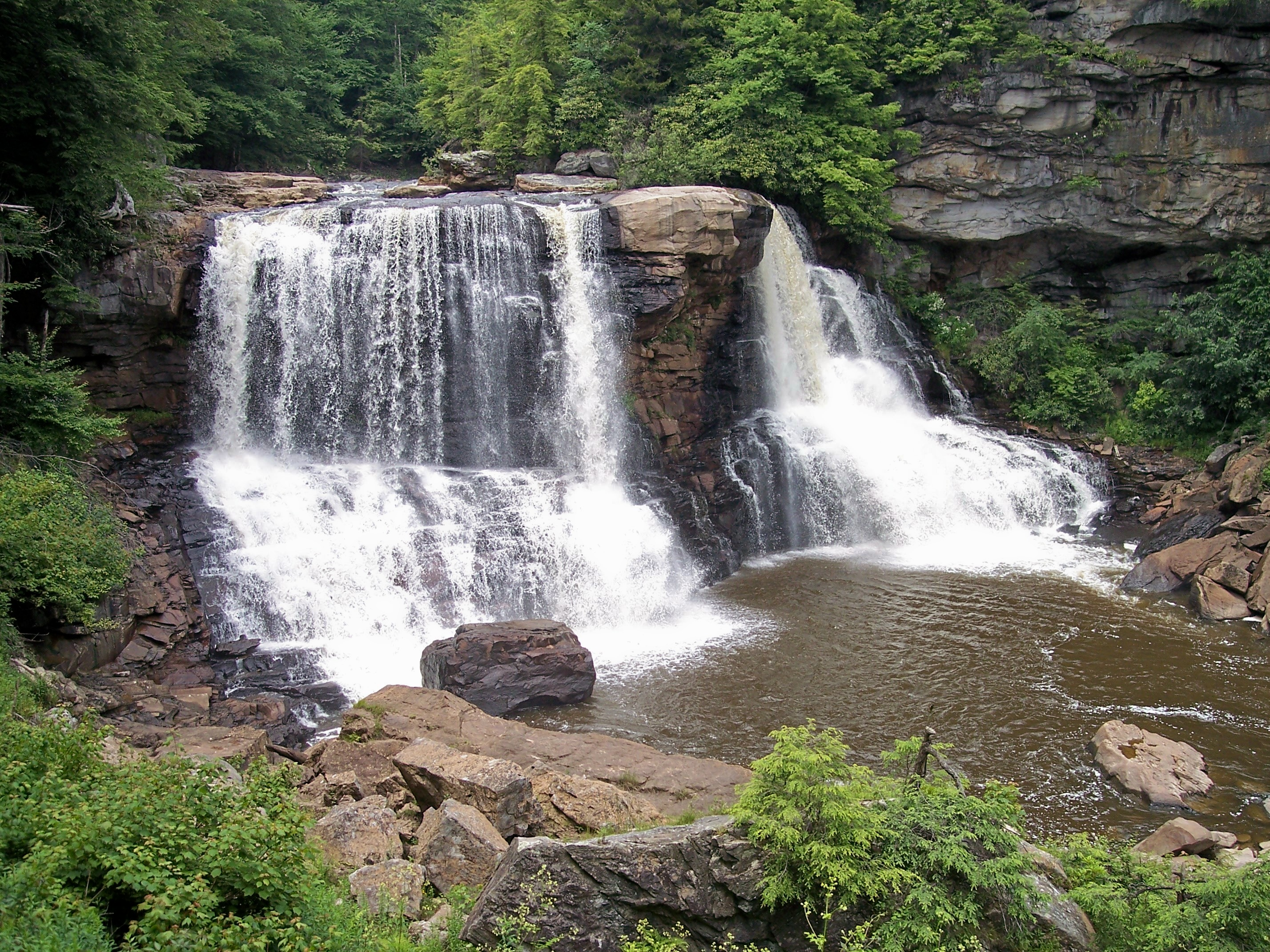
Blackwater Falls

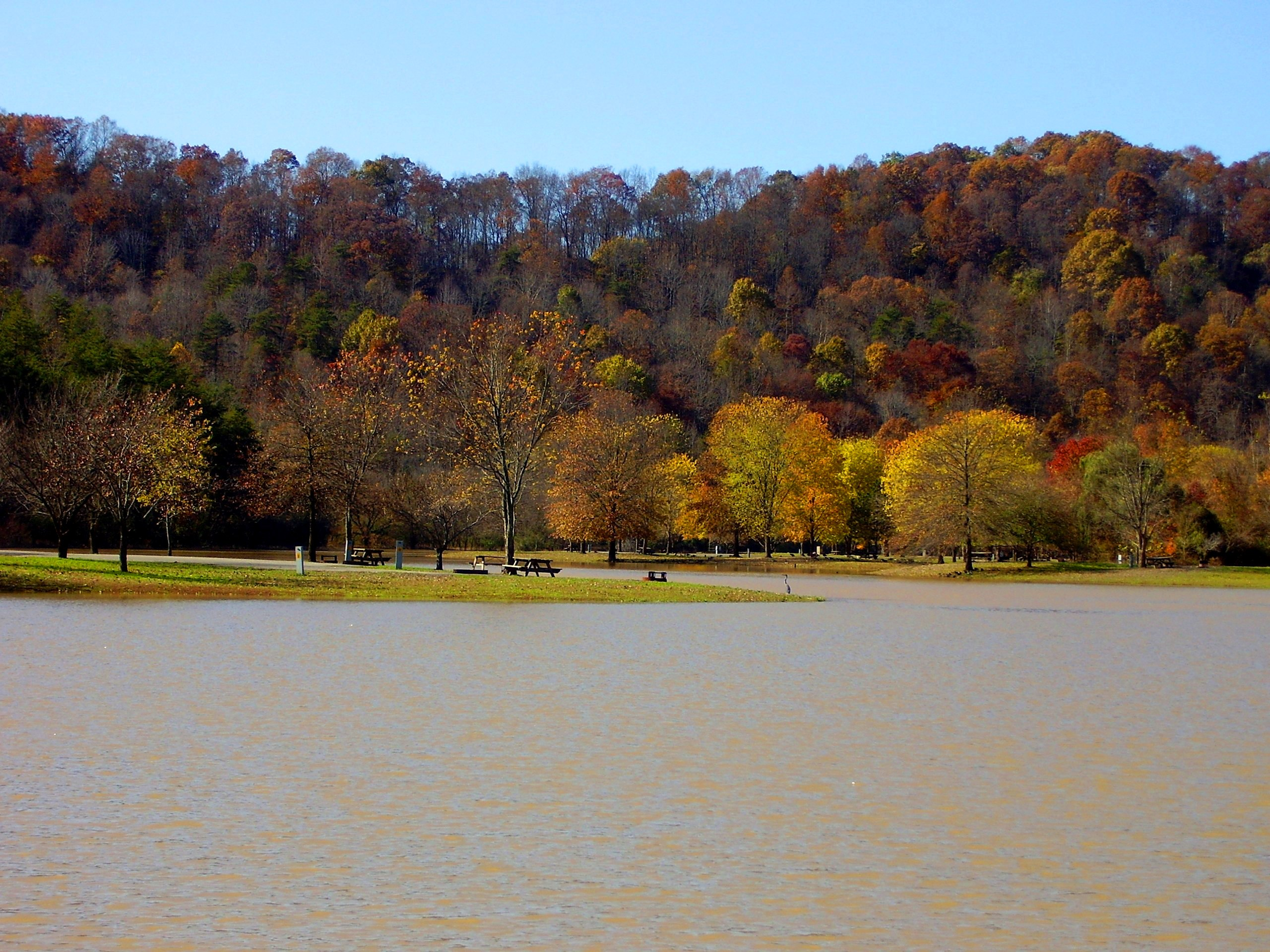
Beech Fork

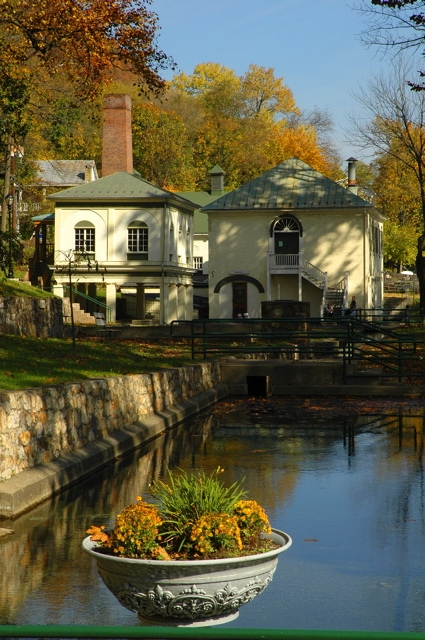
Berkeley Springs

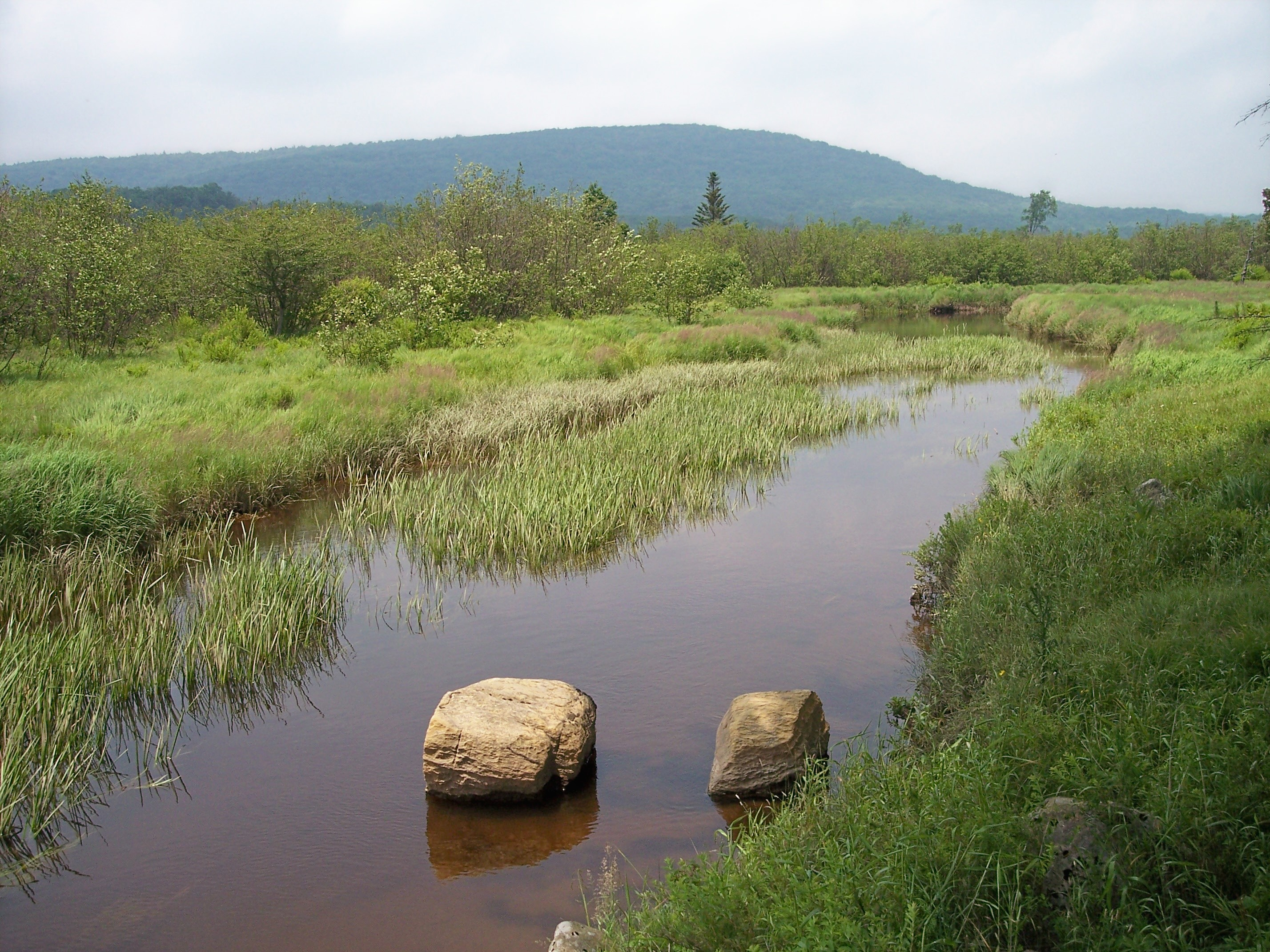
Canaan Valley Resort

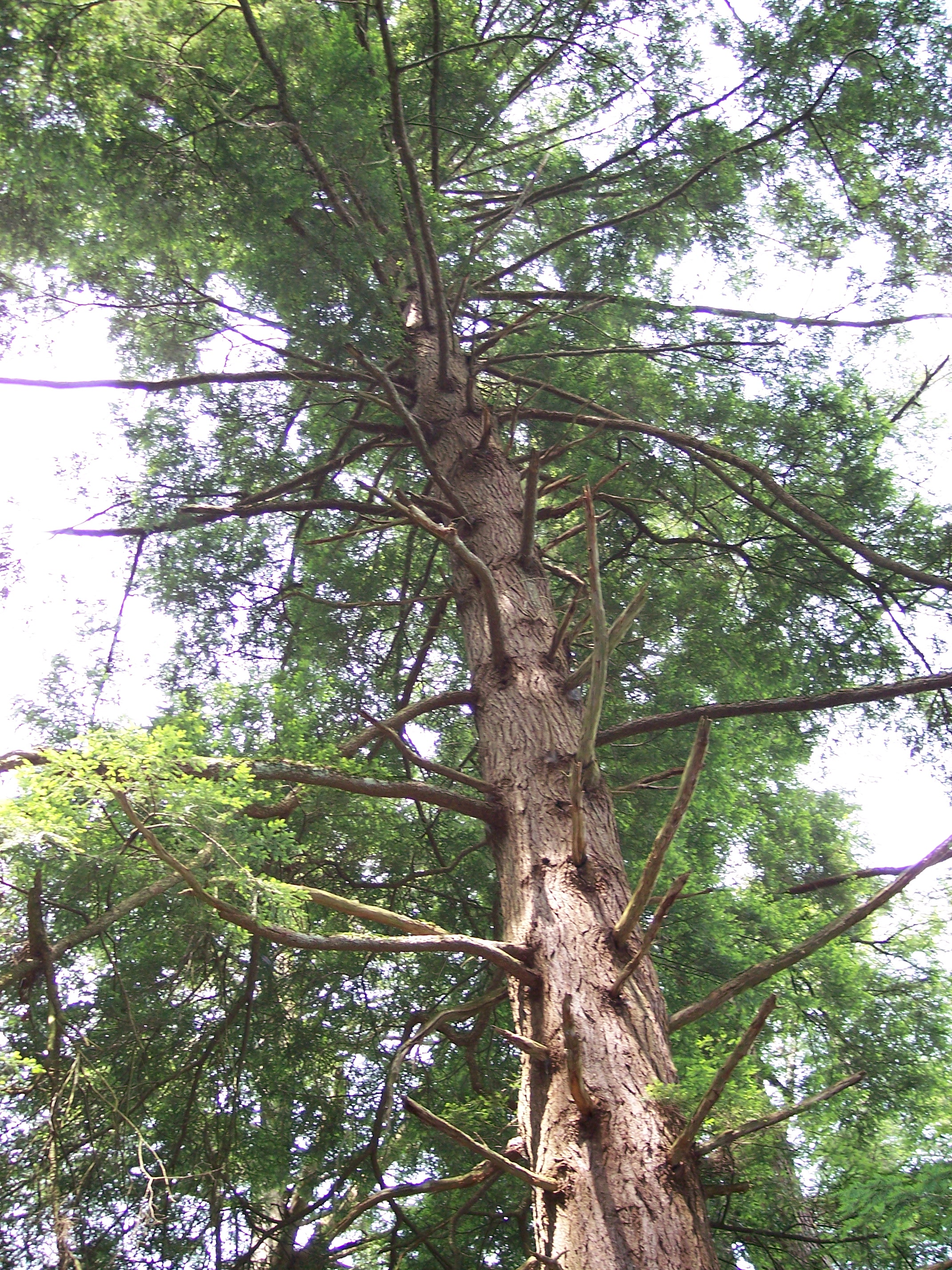
Cathedral

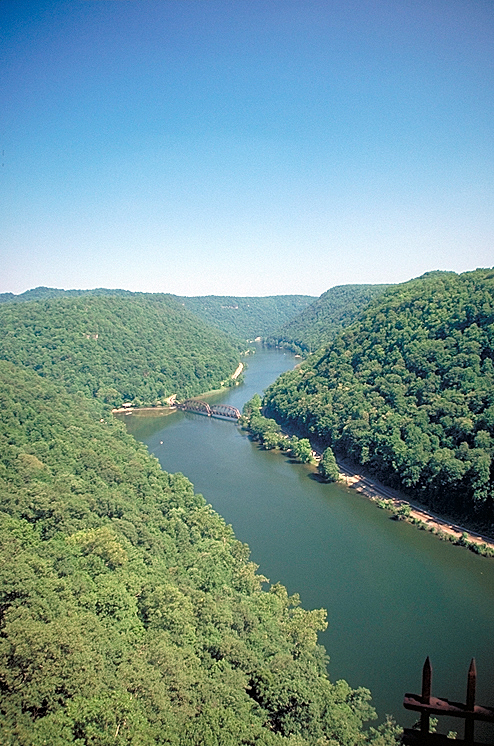
Hawks Nest

Liste des parcs d'État de la Virginie-Occidentale aux États-Unis d'Amérique par ordre alphabétique. Ils sont gérés par le West Virginia Department of Natural Resources.

## Parcs d'État
- Audra
- Babcock
- Beartown
- Beech Fork
- Berkeley Springs
- Blackwater Falls
- Blennerhassett Island Historical
- Bluestone
- Cacapon Resort
- Camp Creek
- Canaan Valley Resort
- Carnifex Ferry Battlefield
- Cass Scenic Railroad
- Cathedral
- Cedar Creek
- Chief Logan
- Droop Mountain Battlefield
- Fairfax Stone
- Greenbrier River
- Hawks Nest
- Holly River
- Little Beaver
- Lost River
- Moncove Lake
- North Bend
- North Bend
- Pinnacle Rock
- Pipestem Resort
- Prickett's Fort
- Stonewall Jackson Resort
- Tomlinson Run
- Tu-Endie-Wei
- Twin Falls Resort
- Tygart Lake
- Valley Falls
- Watoga
- Watters Smith Memorial

## Forêts d'État
- Cabwaylingo
- Calvin Price
- Camp Creek
- Coopers Rock
- Greenbrier
- Kanawha
- Kumbrabow
- Panther
- Seneca

## Régions sauvages
- Allegheny
- Amherst-Plymouth
- Anawalt
- Andrew Rowan
- Bear Rock Lakes
- Becky Creek
- Beech Fork Lake
- Berwind Lake
- Beury Mountain
- Big Ditch
- Big Ugly
- Bluestone Lake
- Briery Mountain
- Burches Run Lake
- Burnsville Lake
- Castleman Run Lake
- Cecil H. Underwood
- Center Branch
- Chief Cornstalk
- Conaway Run Lake
- Cross Creek
- Dunkard Fork
- East Lynn Lake
- Edwards Run
- Elk River
- Fork Creek
- Fort Mill Ridge
- Frozen Camp
- Green Bottom
- Handley
- Hilbert
- Hillcrest
- Horse Creek
- Hughes River
- Huttonsville
- Lantz
- Laurel Lake
- Lewis Wetzel
- McClintic
- Meadow River
- Mill Creek
- Moncove Lake
- Morris Creek
- Nathaniel Mountain
- Pedlar
- Pleasant Creek
- Plum Orchard Lake
- Pruntytown
- R.D. Bailey Lake
- Ritchie Mines
- Sand Hill
- Shannondale Springs
- Short Mountain
- Sleepy Creek
- Smoke Camp
- Snake Hill
- South Branch
- Stonecoal Lake
- Stonewall Jackson Lake
- Stumptown
- Summersville Lake
- Tate Lohr
- Teter Creek Lake
- The Jug
- Thorn Creek
- Tug Fork
- Turkey Run
- Upper Deckers Creek
- Upper Mud River
- Valley Bend Wetlands
- Wallback
- Widmeyer
- Woodrum